# Сухи-Ляс (Мазовецьке воєводство)
Сухи-Ляс (пол. Suchy Las) — село в Польщі, у гміні Міхаловіце Прушковського повіту Мазовецького воєводства.
Населення — 1121 особа (2011).
У 1975-1998 роках село належало до Варшавського воєводства.

## Демографія
Демографічна структура станом на 31 березня 2011 року:
|          | Загалом | Допрацездатний вік | Працездатний вік | Постпрацездатний вік |
| -------- | ------- | ------------------ | ---------------- | -------------------- |
| Чоловіки | 571     | 136                | 352              | 83                   |
| Жінки    | 550     | 102                | 319              | 129                  |
| Разом    | 1121    | 238                | 671              | 212                  |